# 謝夫留基
49°46′59″N 26°41′55″E / 49.78306°N 26.69861°E
塞夫留基（烏克蘭語：Севрюки）是位於烏克蘭西部的村莊，由赫梅利尼茨基州裡赫梅利尼茨基區的安東尼尼市鎮負責管轄。該村面積2.36平方公里，海拔高度305米，2001年人口504，人口密度每平方公里214人。